# Thiriya Nizamat Khan
Thiriya Nizamat Khan é uma cidade e uma nagar panchayat no distrito de Bareilly, no estado indiano de Uttar Pradesh.

## Demografia
Segundo o censo de 2001, Thiriya Nizamat Khan tinha uma população de 19,251 habitantes. Os indivíduos do sexo masculino constituem 52% da população e os do sexo feminino 48%. Thiriya Nizamat Khan tem uma taxa de literacia de 32%, inferior à média nacional de 59.5%: a literacia no sexo masculino é de 39% e no sexo feminino é de 25%. Em Thiriya Nizamat Khan, 18% da população está abaixo dos 6 anos de idade.